# Łuda Kamczija
Łuda Kamczija (bułg. Луда Камчия) – rzeka we wschodniej Bułgarii, w zlewisku Morza Czarnego. Długość – 201 km, powierzchnia zlewni – 1621 km².
Źródła Łudej Kamczii znajdują się na wschód od przełęczy Wratnik we wschodniej Starej Płaninie. Rzeka płynie na północny wschód przez góry, po czym opuszcza je i na Nizinie Naddunajskiej łączy się z Golamą Kamcziją w Kamcziję. W dolnym odcinku dolina rzeki oddziela od głównego łańcucha skrajne wschodnie pasma górskie Starej Płaniny: Karnobatską płaninę, Eminską płaninę i Kamczijską płaninę.